# Кизилюртівський район
Кизилюртівський район (до 1944 р Кумторкалинський район) - муніципальний район Дагестану, Росія.
Адміністративний центр — місто Кизилюрт.

## Географія
Район розташований на центральній частині Дагестану межує Хасав'юртівським, Бабаюртівським, Кумторкалинським, Казбеківським і Буйнакським районами. Площа території - 524 км².

## Історія
Утворений постановою Президії Верховної Ради ДАССР від 5.07.1944 р шляхом перейменування Кумторкалинського району, перенесенням районного центру в с. Кизилюрт, з передачею Капчугайської і Екібулакської сільрад до складу Буйнакського району. Указом ПВС РРФСР від 1.02.1963 р район ліквідовано, територію передано до складу Хасав'юртівського сільського району. Відновлений Указом від 30.12.1966 р Указом ПВС ДССР від 18.09.1992 р зі східної частини району утворений Кумторкалинський район.

## Населення
Населення — 66 585 осіб.
Національний склад
За підсумками Всеросійського перепису населення 2010 року (без міста Кизилюрт) :
| Народ      | Чисельність, чол. | Частка від усього населення,% |
| ---------- | ----------------- | ----------------------------- |
| Аварці     | 51599             | 83,39%                        |
| Кумики     | 6469              | 10,45%                        |
| Чеченці    | 1541              | 2,49%                         |
| Лакці      | 908               | 1,47%                         |
| Даргинці   | 326               | 0,53%                         |
| Росіяни    | 175               | 0,28%                         |
| Лезгини    | 140               | 0,23%                         |
| Інші       | 396               | 0,64%                         |
| Не вказали | 322               | 0,52%                         |
| Всього     | 61876             | 100,00%                       |